# Alleen Gezamenlijk Oefenen Voert Verder
O Alleen Gezamenlijk Oefenen Voert Verder, mais conhecido como AGOVV Apeldoorn, é um clube de futebol holandês com sede em Apeldoorn. Foi fundado em 23 de fevereiro de 1913.